# Supuru de Sus
Supuru de Sus – wieś w Rumunii, w okręgu Satu Mare, w gminie Supur. W 2011 roku liczyła 515 mieszkańców.